# Lipsothrix yakushimae
Lipsothrix yakushimae är en tvåvingeart som beskrevs av Alexander 1930. Lipsothrix yakushimae ingår i släktet Lipsothrix och familjen småharkrankar. Inga underarter finns listade i Catalogue of Life.